# Andes mbami
Andes mbami är en insektsart som beskrevs av Van Stalle 1986. Andes mbami ingår i släktet Andes och familjen kilstritar. Inga underarter finns listade i Catalogue of Life.